# ۲۲ نوامبر
۲۲ نوامبر در تقویم گرگوری، سیصد و بیست و ششمین (در سال‌های کبیسه سیصد و بیست و هفتمین) روز سال است. ۳۹ روز تا پایان سال باقی است.

## رویدادها
- ۱۹۶۳ – ترور جان اف. کندی سی و پنجمین رئیس جمهور آمریکا.

## زادروزها
- ۱۸۶۹ - آندره ژید، نویسنده فرانسوی
- ۱۹۸۴- اسکارلت جوهانسون، بازیگر،خواننده،مدل آمریکایی

## مرگ‌ها
- ۱۶۱۷ - احمد یکم، چهاردهمین سلطان و خلیفهٔ عثمانی از ۱۶۰۳ تا ۱۶۱۷.
- ۱۹۱۶ - جک لندن، نویسنده آمریکایی.
- ۱۹۴۴ - آرتور استنلی ادینگتون، اخترفیزیک‌دان انگلیسی
- ۱۹۶۳ - ترور جان اف. کندی، سی و پنجمین رئیس جمهور ایالات متحده آمریکا.